# آن ماری جاسر

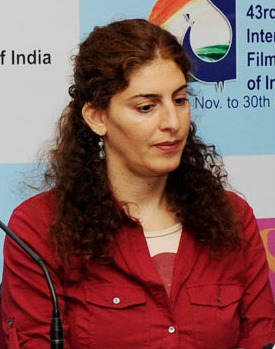

آن ماری جاسر شاعر و فیلمساز فلسطینی است که در سال ۱۹۷۴ در بیت لحم به دنیا آمد و تا زمانی که برای ادامه تحصیل به ایالات متحده آمریکا رفت، در فلسطین زندگی کرد. او از سال ۱۳۷۳ در سینمای مستقل فعالیت می‌کند. جاسیر در سال ۲۰۰۲ از دانشگاه کلمبیا با مدرک کارشناسی ارشد در رشته سینما از گروه هنرهای فیلم فارغ‌التحصیل شد. او در فهرست ۱۰۰ زن تأثیرگذار عرب در سال ۲۰۱۳ در رتبه ۹۶ قرار گرفت. او کار مستقل سینما را در دوران تحصیل در دانشگاه آغاز کرد و تعدادی مستند کوتاه از جمله «تاریخ پس از اسلو» و «صفر» را کارگردانی کرد. این فیلم برنده جایزه کاترین پارلان برای بهترین فیلمنامه و جایزه زکی جردن برای برتری در فیلمنامه‌نویسی شد. او در دو دهه گذشته بیش از دوازده مستند بلند و کوتاه تولید کرده‌است.
خواهر او، هنرمند پلاستیک و متصدی نمایشگاه‌ها، امیلی جاکیر و در حال حاضر مشغول ایجاد یک مرکز فرهنگی با نام «دار جاسر» در شهر بیت‌لحم است.